# Костівці
Костівці — село в Україні, у Житомирському районі Житомирської області. Входить до складу Брусилівської селищної громади. Населення становить 104 осіб. Знаходиться за 6 км від центру громади Брусилів.

## Географія
Селом протікає річка Урочище Болотне, ліва притока Здвижу.

## Населення

### Мова
Розподіл населення за рідною мовою за даними перепису 2001 року:
| Мова       | Кількість | Відсоток |
| ---------- | --------- | -------- |
| українська | 101       | 97.12%   |
| російська  | 3         | 2.88%    |
| Усього     | 104       | 100%     |

## Герб
У зеленому щиті скаче золотий кінь, що супроводжується зверху золотим сонцем, яке сходить, без зображення обличчя з променями у вигляді золотого листя соняшника з червоними серцевинами, поверх якого золота церква; знизу - п'ятьма червоними ягодами ожини з зеленим листям, покладеним дугоподібно.

## Історія
Село відоме з початку 17 століття. Належало польському магнату Леву Ружинському, як фільваркове господарство. В 1636 році Костовці (інша назва Костюковець) разом з селами Осівці, Озеряни, Карабачин стали належати шляхтичу Андрію Соколовському. Жителі села Костівців та роди сформувалися по закінченню Визвольної війни під проводом
Богдана Хмельницького, саме тоді до корінного роду Лавренчуків приєднались родини Габенців, Федоренків та інших козацьких родин.
Про село Костівці згадує Лаврентій Похилевич в своїй книзі «Сказания о населённых маетностях Кіевской губернії» 1864 року. В XIX столітті село Костівці належало до Брусилівського замку. Своєї церкви в селі небуло тому ходили на свята до с. Осівців та приписані були селяни до Воскресенської церкви с. Брусилів.
У 1923—54 роках — адміністративний центр Костовецької сільської ради Брусилівського району.
Село пережило Першу світову війну, національно-визвольні змагання 1917—1921 рр. та лихо голодоморів 20-го ст. Село було окуповане німцями 11 липня 1941 року. А вперше визволене 9 листопада 1943 року. Вдруге знову окуповане 27 листопада 1943 року і остаточно визволене 24 грудня 1943 року. Були вивезені до Німеччини 30 чоловік, закатовано та розстріляно 10 чоловік. Спалено декілька будівель. В роки німецько-радянської війни проти нацистів воювало 142 жителів села. Двадцять з них загинули на фронті. Їм в 1967 році встановлено в селі обеліск. Найбільше загинуло представників родин Лавренчуків, Габенців, Федоренків.
29 костівчан нагороджені бойовими нагородами. Після війни, шукаючи кращої долі, та в зв'язку з аварією на Чорнобильській АЕС з села виїхала молодь. У селі розвивається фермерське господарювання, рибно-ставкове господарство.

## Відомі уродженці
Лавренчук Яків Іванович (28 вересня 1929, с. Костівці — 5 грудня 2010, м. Остер) — заслужений раціоналізатор лісового господарства СРСР. Майже сорок років працював у лісовому господарстві України, у тому числі в Остерському лісгоспі з 1965 по 1992 рік, де обіймав посади інженера з переробки деревини, головного інженера, головного лісничого. Автор десятка наукових статей з переробки деревини.